# Micrurus sangilensis
Micrurus sangilensis là một loài rắn trong họ Rắn hổ. Loài này được Niceforo Maria mô tả khoa học đầu tiên năm 1942.